# Jaume Gularons
Jaume Gularons Bayà, né le 16 avril 1899 à Barcelone et mort le 8 janvier 1951 à Paris 9e, est un footballeur espagnol des années 1920.

## Biographie
Jaume Gularons commence à jouer avec l'Avenç Sant Andreu (ancêtre de l'UE Sant Andreu). 
En 1922, il est recruté par le FC Barcelone avec qui il joue 15 matches non officiels.
Il retourne à Sant Andreu jusqu'à ce qu'en 1924 il rejoigne l'UE Sants où il reste pendant quatre saisons. Avec Sants, il est vice-champion de Catalogne en 1926.
Il reçoit 3 sélections en équipe de Catalogne, la première en 1921 et la dernière en 1927.